# Musca planiceps
Musca planiceps är en tvåvingeart som beskrevs av Christian Rudolph Wilhelm Wiedemann 1824. Musca planiceps ingår i släktet Musca och familjen husflugor. Inga underarter finns listade i Catalogue of Life.